# Realna slika
Realna slika je v optiki slika predmeta, ki jo dobimo s pomočjo optične naprave na mestu, kjer se po prehodu skozi lečo ali po odboju na zrcalu sekajo žarki. Kadar postavimo zaslon na to mesto, lahko vidimo sliko predmeta. 
Realne slike dobimo samo s pomočjo konveksnih (zbiralnih) leč in konkavnih zrcal. 